# Tachina rufoanalis
Tachina rufoanalis är en tvåvingeart som först beskrevs av Macquart 1851.  Tachina rufoanalis ingår i släktet Tachina och familjen parasitflugor. Inga underarter finns listade i Catalogue of Life.